# 瓦列里·普龙金
瓦列里·亚历山德罗维奇·普龙金（俄语：Валерий Александрович Пронкин，1994年6月15日—）生于下诺夫哥罗德，是一名俄罗斯男子田径运动员，主攻链球。他在9岁时开始练习链球，当时他被一位田径教练看中，教练建议他练习链球，之后他便前往下诺夫哥罗德第一体育学校开始练习。2017年，他以授权中立运动员的身份参加英国伦敦进行的世界田径锦标赛，结果收获男子链球项目亚军。